# Sekirišće
Sekirišće is een plaats in de gemeente Sveti Križ Začretje in de Kroatische provincie Krapina-Zagorje. De plaats telt 439 inwoners (2001).